# Alexander Braverman
Alexander Braverman (Moscou, 8 de junho de 1974) é um matemático israelense.
Braverman obteve o bacharelado em matemática em 1993 na Universidade de Tel Aviv, onde obteve um doutorado em 1998, orientado por Joseph Bernstein, com a tese Kazhdan-Laumon Representations of Finite Chevalley Groups, Character Sheaves and Some Generalization of the Lefschetz-Verdier Trace Formula. De 1997 a 1999 foi C.L.E. Moore instructor no Instituto de Tecnologia de Massachusetts e depois até 2004 professor assistente e Benjamin Peirce Lecturer na Universidade Harvard.
Foi palestrante convidado do Congresso Internacional de Matemáticos em Madrid (2006: Spaces of quasi-maps into the flag varieties and their applications).